# Estela Alvarez
Pour les articles homonymes, voir Alvarez.
Estela Alvarez est une arbitre argentine de football née le 2 mars 1978.

## Carrière
Estela Alvarez, arbitre internationale depuis 2005, est la première arbitre ayant officié dans des matchs du championnat d'Argentine de football masculin. Elle fait partie des 16 arbitres retenues pour la Coupe du monde de football féminin 2011.